# Novoselivka (Raión de Berezivka)
Novoselivka  (ucraniano: Новоселівка) es una localidad del Raión de Berezivka en el Óblast de Odesa de Ucrania. Según el censo de 2001, tiene una población de 1257 habitantes.